# Brice Clotaire Oligui Nguema
Brice Clotaire Oligui Nguema (ur. 1974/1975) – gaboński generał, polityk i przedsiębiorca, pełniący obowiązki prezydenta Gabonu od 4 września 2023 roku po udanym zamachu stanu, prezydent Gabonu od 3 maja 2025 roku.

## Życiorys
Brice Clotaire Oligui Nguema urodził się w 1974 lub 1975 roku w prowincji Ogowe Górne we wschodnim Gabonie. Jego ojciec również był oficerem wojskowym.
W październiku 2009 roku Nguema brał udział w misjach dyplomatycznych do Senegalu i Maroka, a w 2018 roku został dowódcą Gabońskiej Gwardii Republikańskiej, najpotężniejszej jednostki wojskowej Gabonu.
30 sierpnia 2023 roku stanął na czele zamachu stanu, który obalił prezydenta Ali Bongo Ondimbę. Przejął tym samym władzę w Gabonie, a 4 września 2023 roku został zaprzysiężony na tymczasowego prezydenta tego państwa. Po zamachu stanu Nguema był niesiony na rękach przez zadowolonych z zamachu mieszkańców Libreville. 7 września tego samego roku mianował na stanowisko premiera Raymonda Ndong Simę. 3 maja 2025 roku został zaprzysiężony na prezydenta państwa, po wcześniejszej wygranej w wyborach prezydenckich z wynikiem około 95%. 

## Życie prywatne
Jest chrześcijaninem. Jego szwagier Régis Onanga Ndiaye został przez niego mianowany ministrem spraw zagranicznych.